# Amstel (rue)
Pour les articles homonymes, voir Amstel (homonymie).

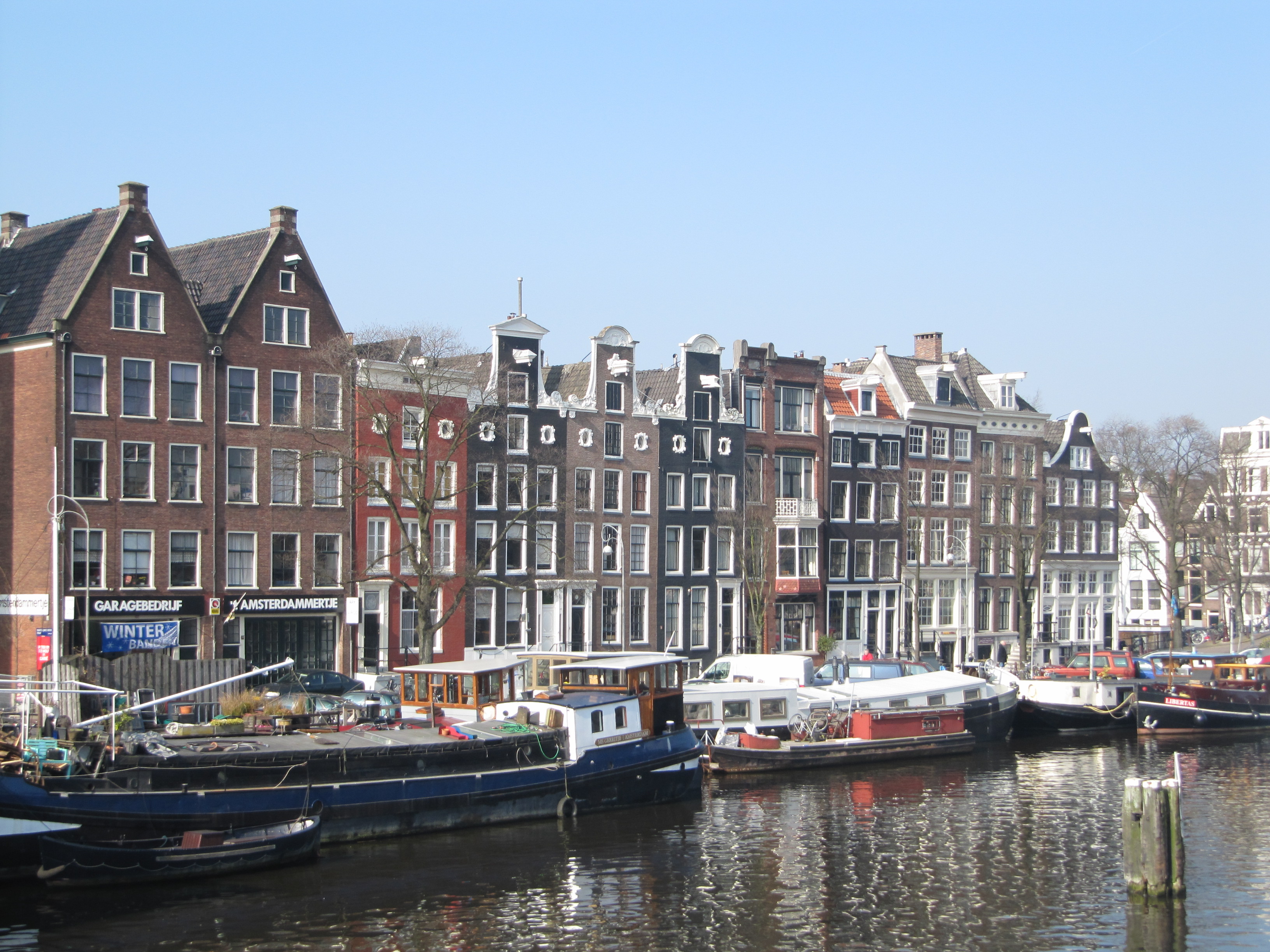

La rue Amstel est une rue d'Amsterdam-Centre qui longe la rivière du même nom, et qui est connu pour ses théâtre, musées et bars gays.

## Situation et accès

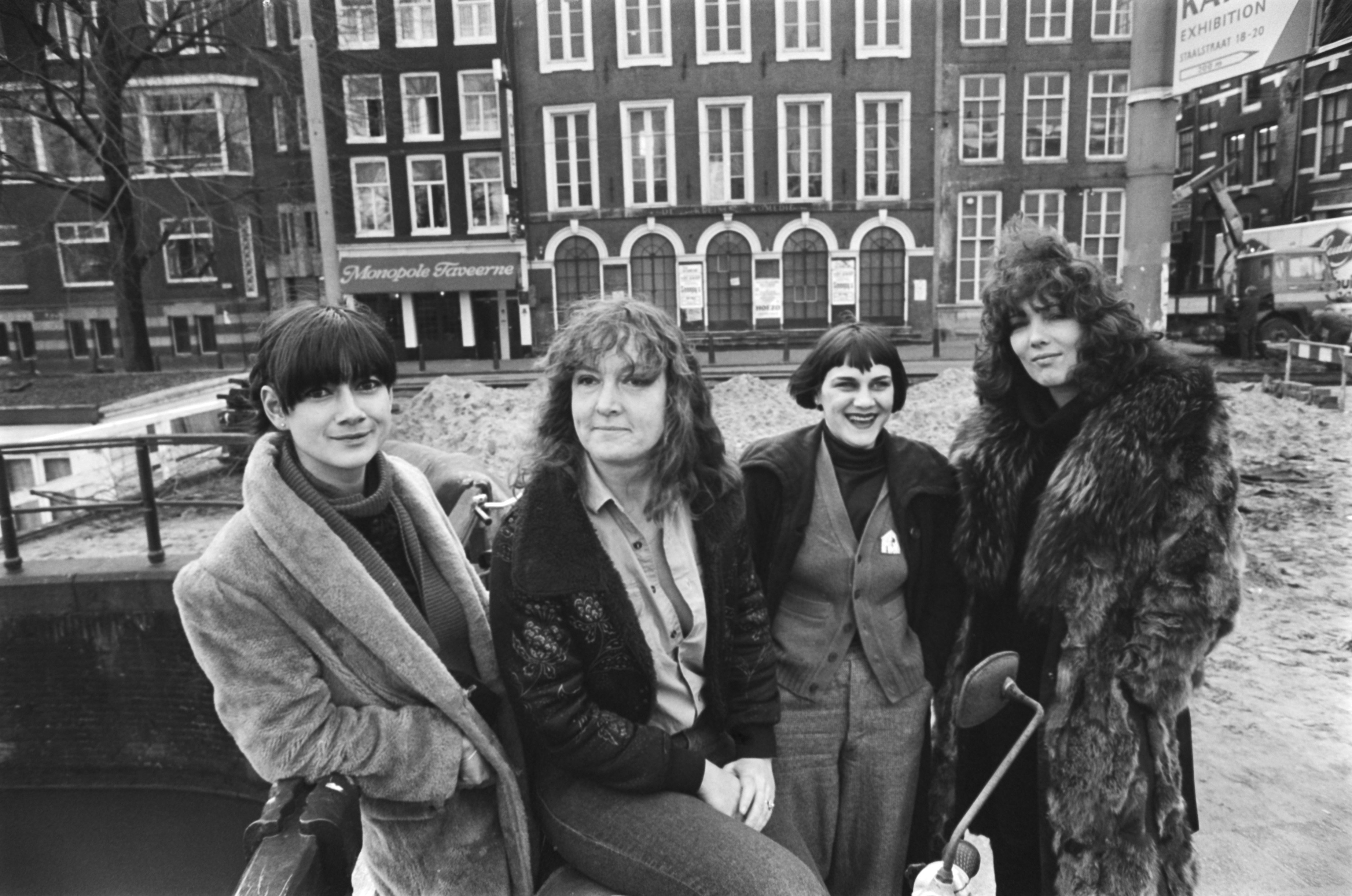
Les actrices Judith Hees, Germaine Groenier, Jess Vriens et Willeke van Ammelrooy dans l'Amstel en 1977

La rue Amstel commence place de la Monnaie, suit l'Amstel, s'oriente au sud vers le Stopera, et se termine à l'endroit où la Sarphatistraat rejoint l'Amstel au Hogesluis (nl). Entre le Halvemaansbrug (Amsterdam) (nl) et le Groenburgwal est appelée 's-Gravelandseveer (nl) depuis 1913.

## Bâtiments remarquables et lieux de mémoire
- Numéros 56 et 58 : De Kleine Komedie. Il a été construit en 1786 et, sous le nom de Théâtre français sur l'Erwtemarkt, il a été visité par Napoléon et le roi Guillaume Ier. Après diverses autres dénominations, il a reçu son nom actuel en 1947.

- Numéro 51 : l'Amstelhof (Il fut construit en 1682, à l'initiative du Diacre de l'Église réformée néerlandaise pour abriter une maison de retraite) qui abrite aujourd'hui l'Hermitage Amsterdam, une dépendance du musée de l'Ermitage de Saint-Pétersbourg.

- Numéros 115 à 125 : le Théâtre royal Carré. Ce bâtiment néo-Renaissance a été inauguré en 1887 sous le nom de Cirque Carré, à l'endroit où le Cirque Royal Néerlandais Oscar Carré (nl) donnait des représentations hivernales dans un bâtiment en bois. Vers 1900, il est devenu un théâtre.

Au pont Maigre, un concert est donné chaque année près du pont à l'occasion de la fête du Jour de la Libération (fêté le 5 mai aux Pays-Bas) en présence de la reine Beatrix des Pays-Bas. Le pont a été le décor de nombreux films, parmi lesquels le plus connu est le film de James Bond, Les Diamants sont éternels.
C'est une des rues qui vit l'ouverture des premiers bars gays d'Amsterdam au début du vingtième siècle, et on y trouve encore aujourd'hui l'Amstel Taveerne (nl), par exemple.

## Histoire

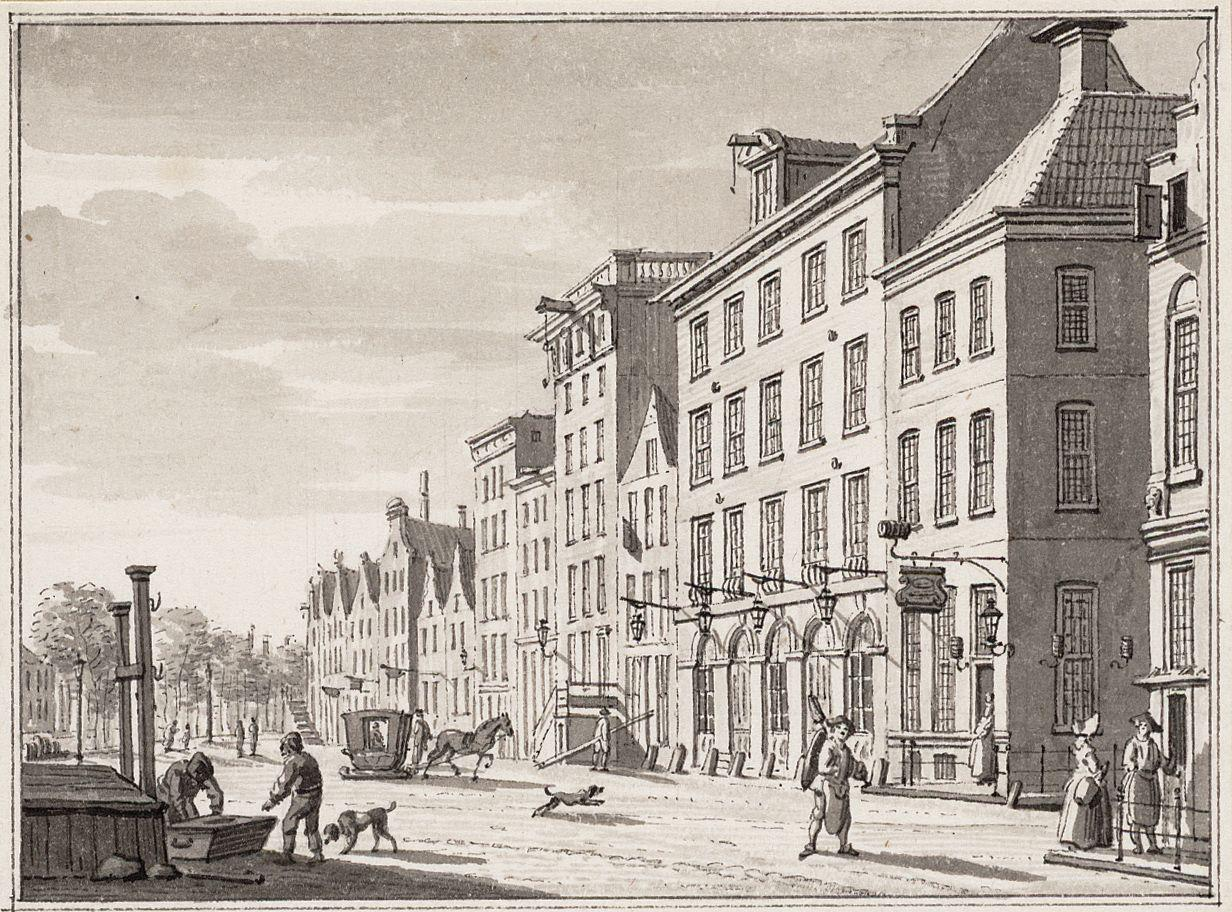
Les n° 58 et 60 entre 1787 et 1792
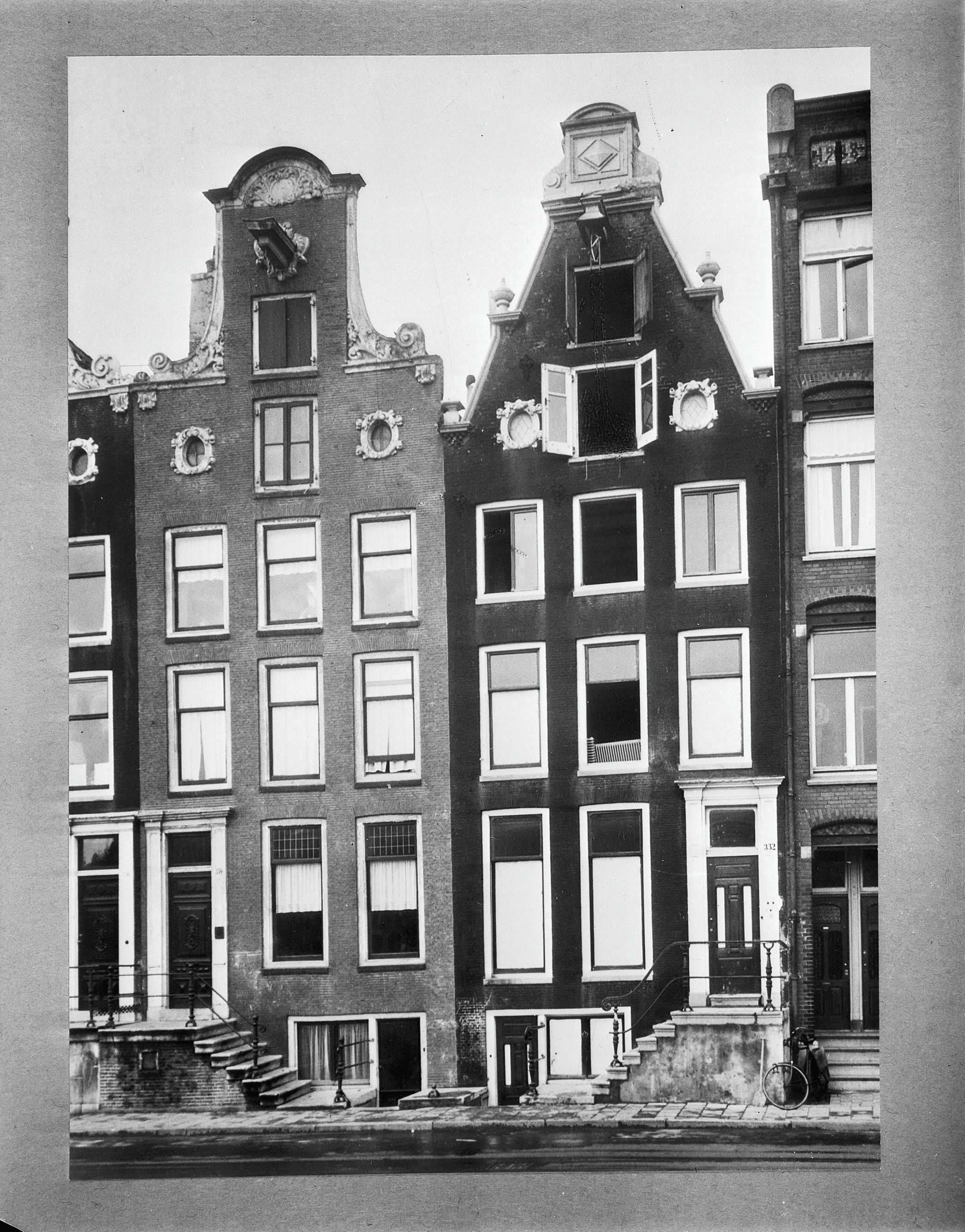
Les n° 332 et 334 avant restauration
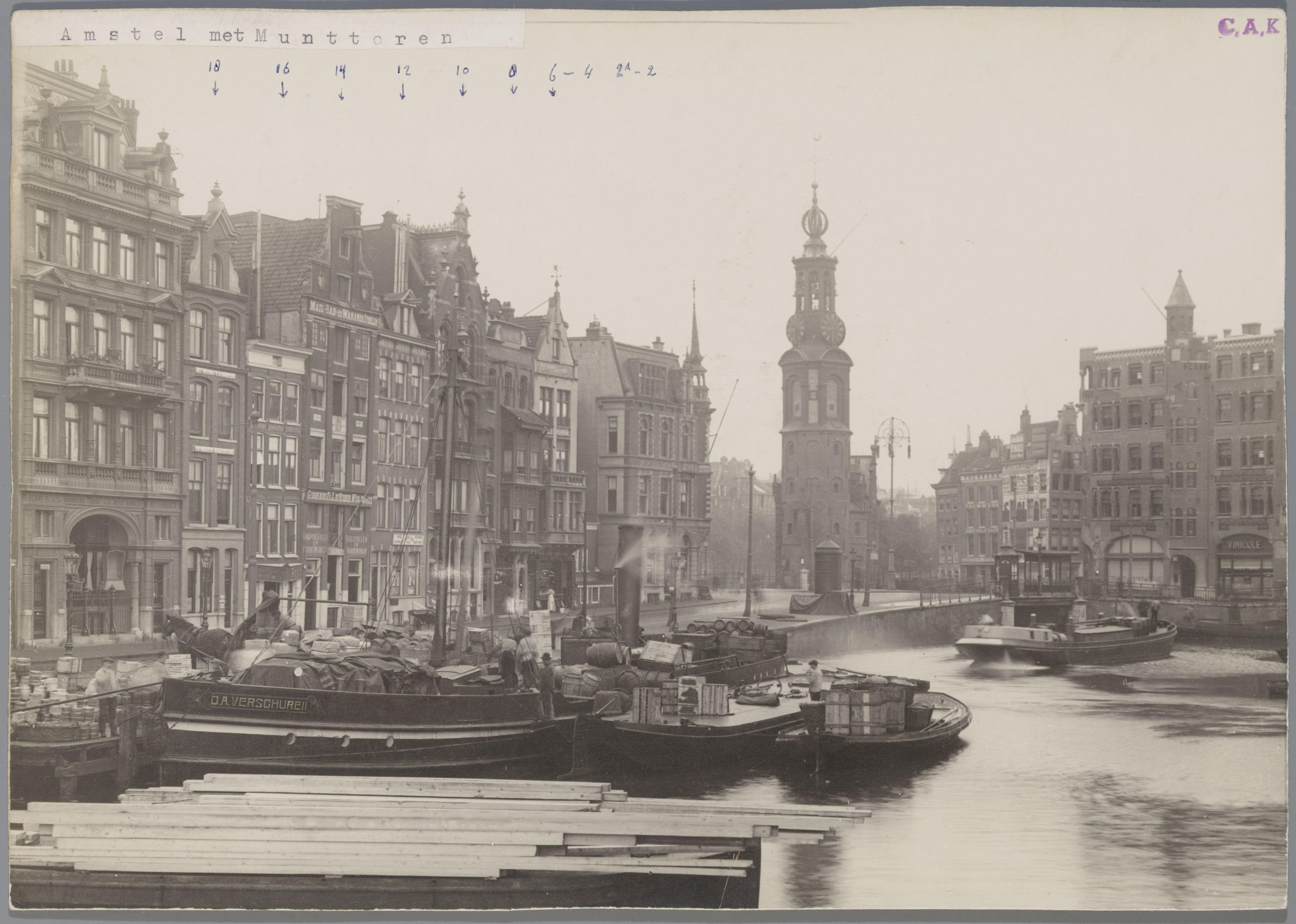
Les n° 2 à 18 vers 1900
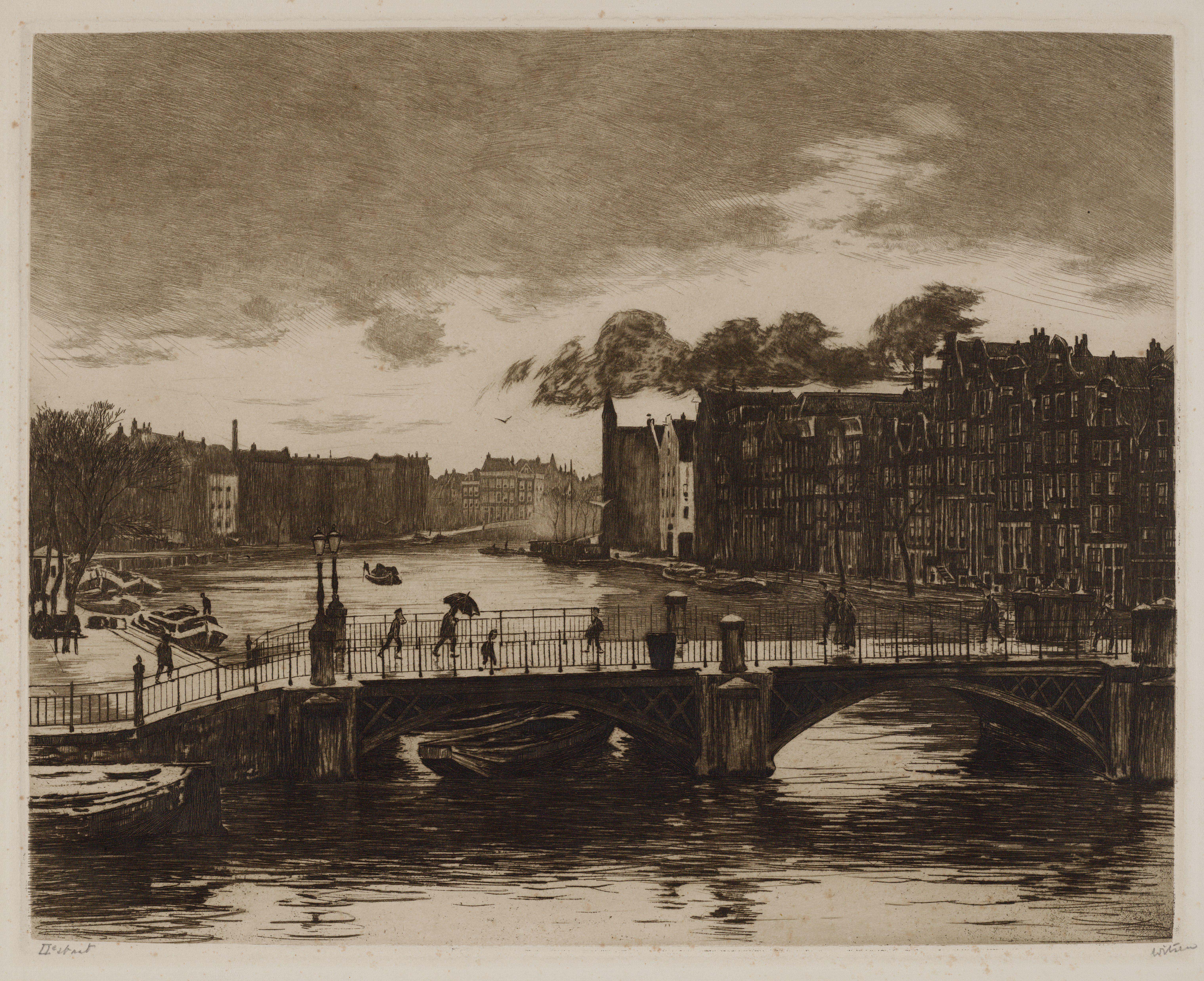
L'Amstel et le pont de Halvemaansbrug (Amsterdam) (nl) par Willem Witsen, et sur la droite, les numéros 84 à 120 de l'Amstel vers 1906
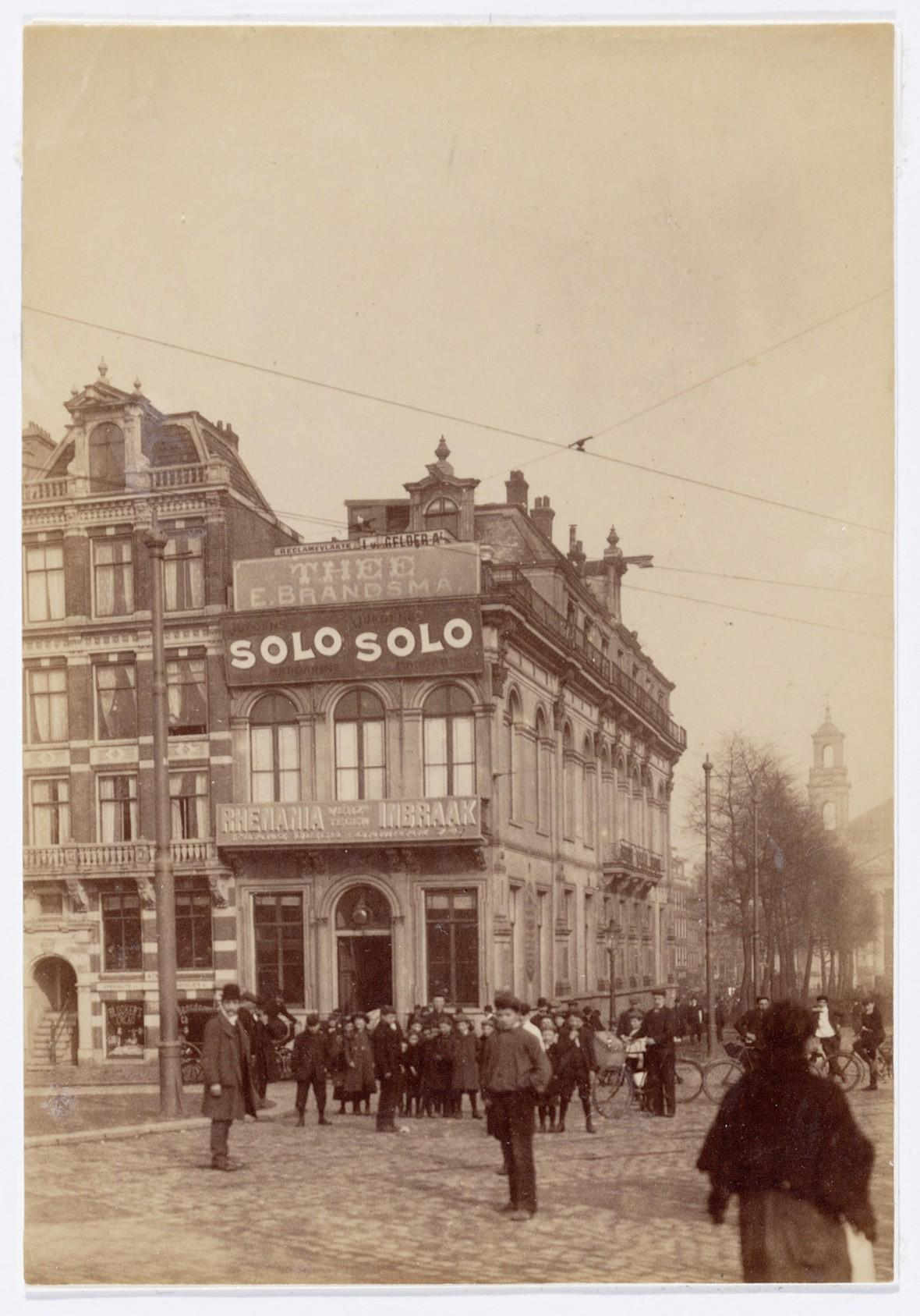
Les n° 27 et 29 avant 1948

Accident de tram le 6 septembre 1950
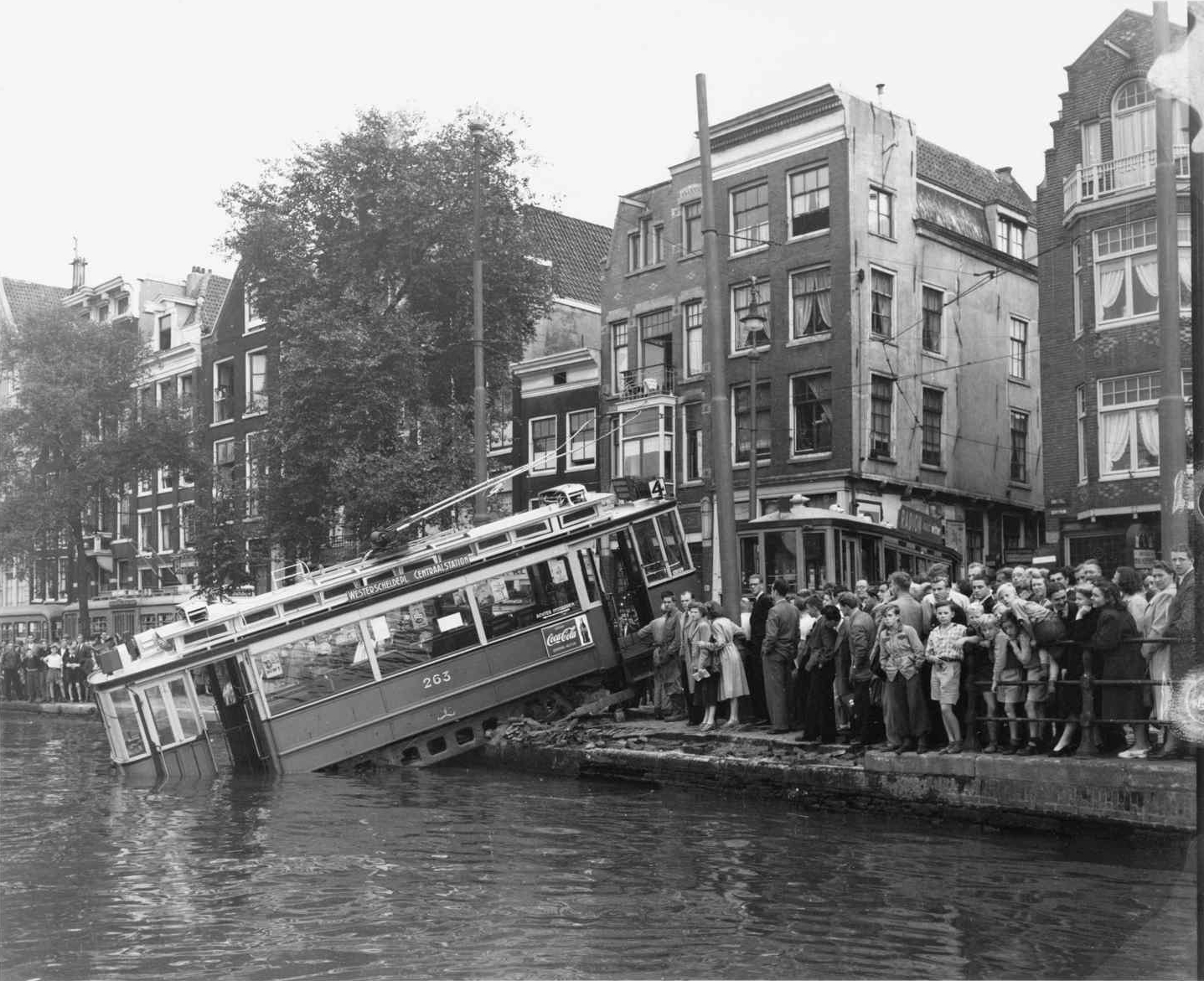
Accident de tram le 6 septembre 1950
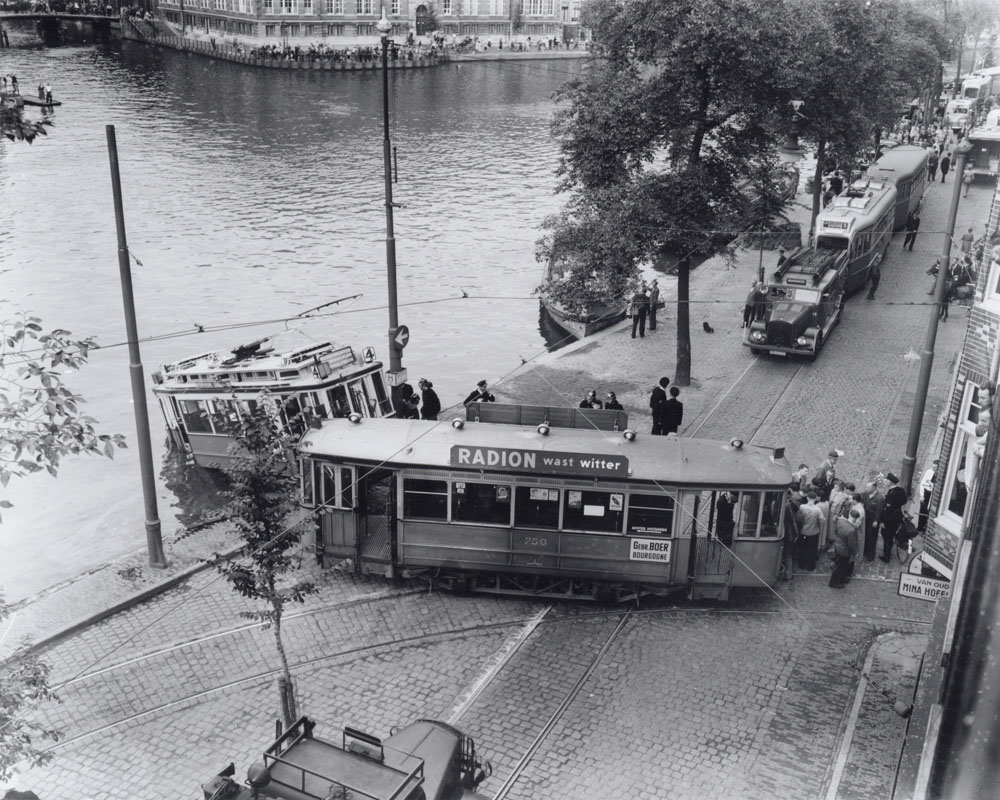
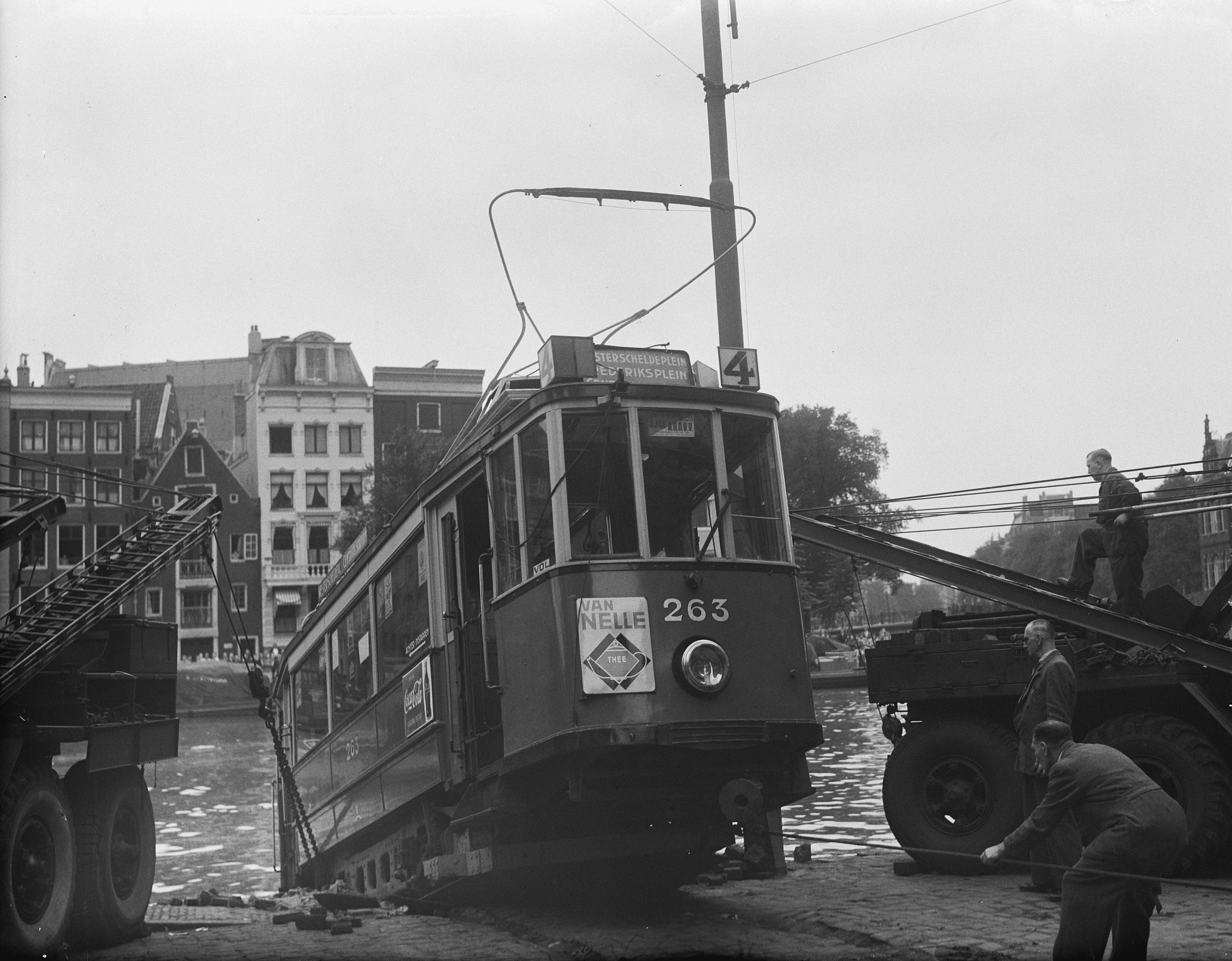

## Galerie

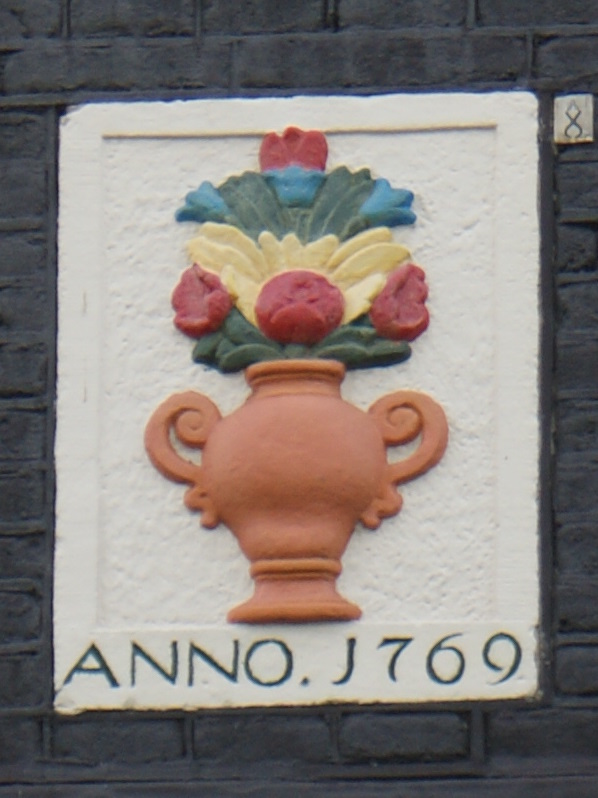
N° 284
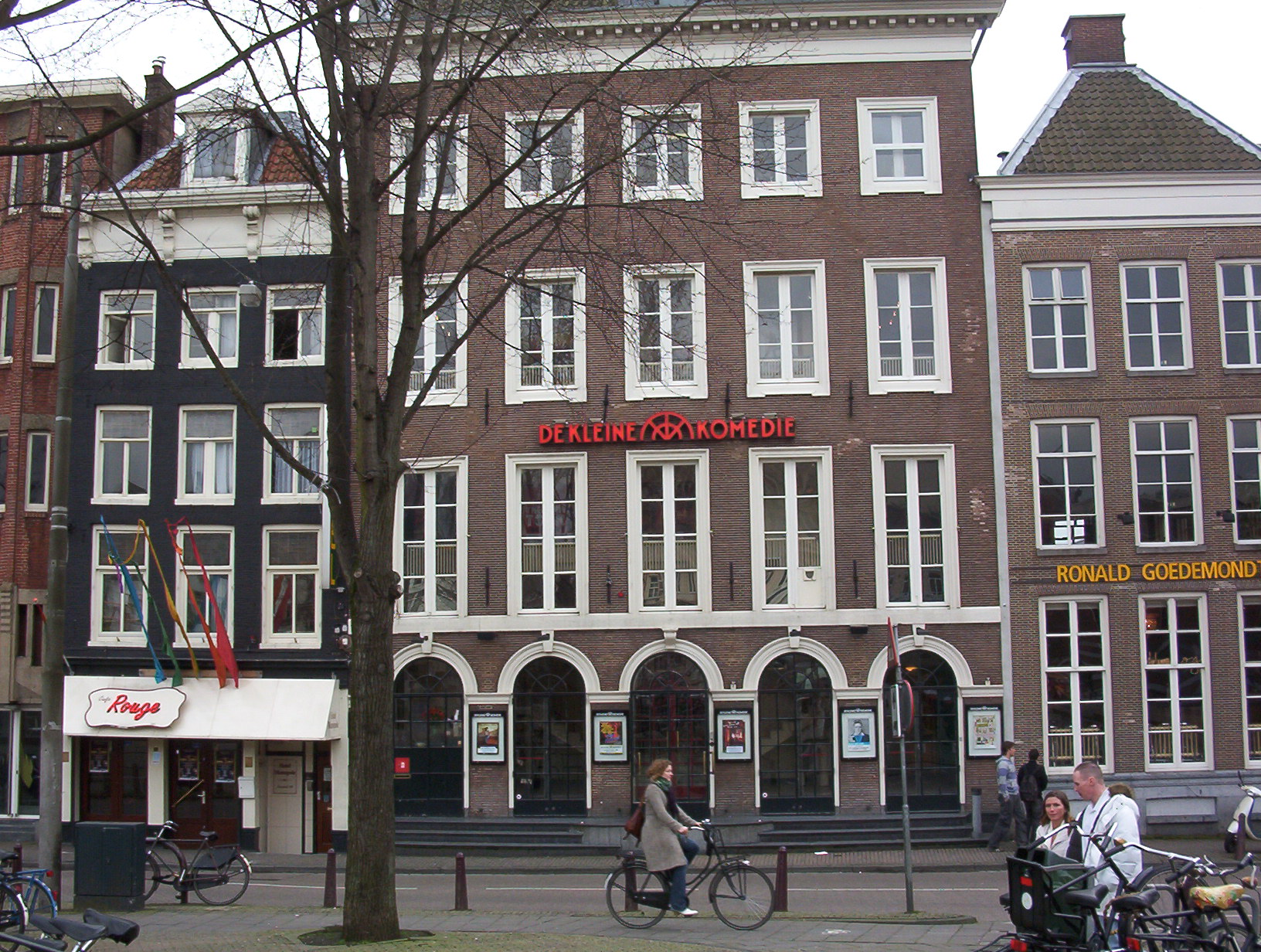
De Kleine Komedie
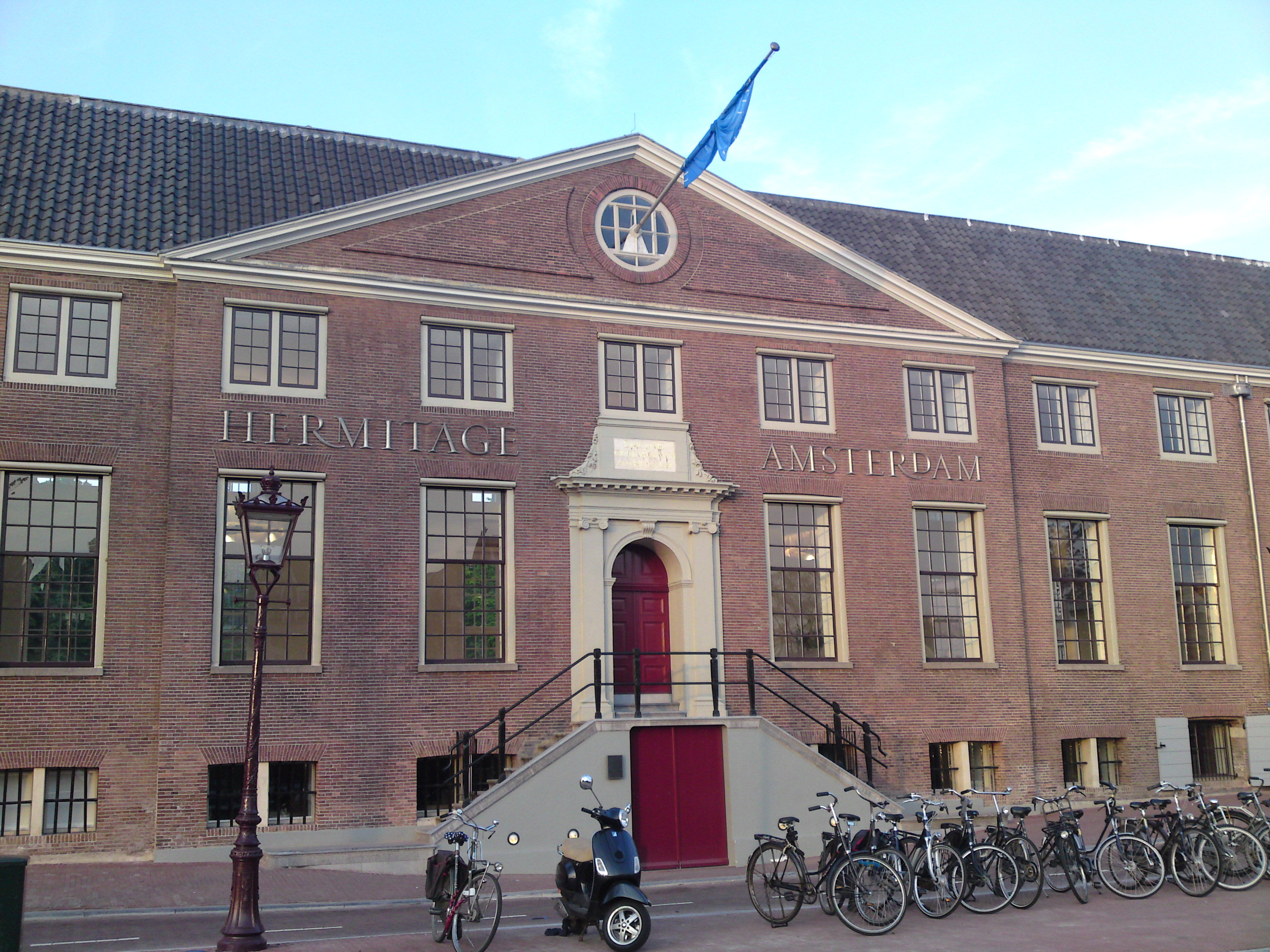
L'Hermitage Amsterdam